# Loučná (Jindřichovice)
Loučná (něm. Waitzengrün) je osada, náležející ke 2 km vzdálené obci Jindřichovice v okrese Sokolov v Karlovarském kraji.
Loučná leží v katastrálním území Loučná v Krušných horách o rozloze 4,7 km2.

## Historie

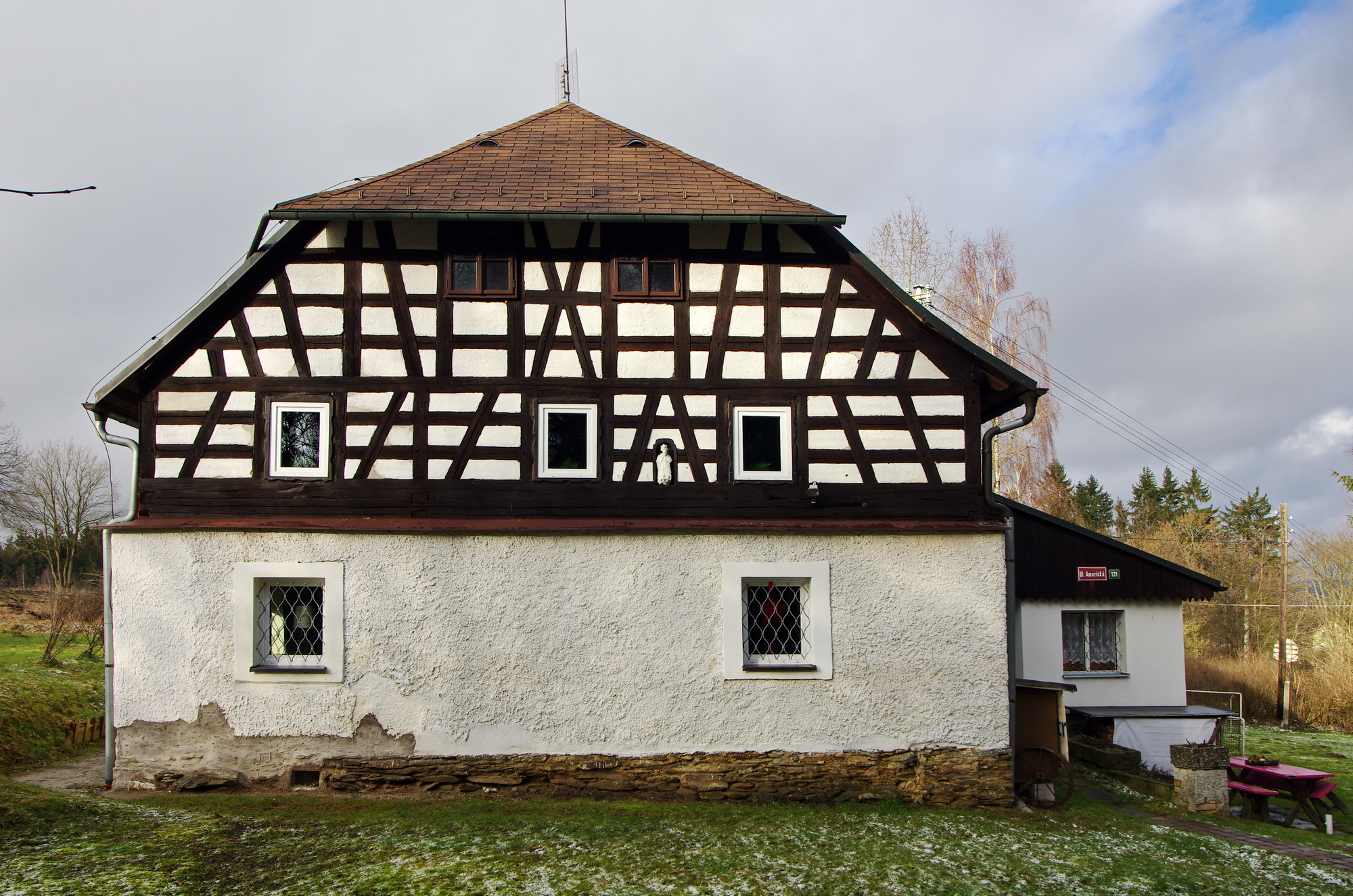
Hrázděnka ev. č. 131

Loučná je možná totožná s osadou uváděnou v papežské listině o tepelském panství z roku 1273. První prokazatelná písemná zmínka o osadě pochází z roku 1525, kdy je zmiňována ve šlikovském urbáři. V osadě bylo v té době uváděno šest dvorů a náležela k jindřichovskému panství. Roku 1627 koupili jindřichovické panství Nosticové. V roce 1847 stálo v osadě 35 domů, panský dvůr a panská myslivna. To už zde žilo více než 280 obyvatel. Dobové pohlednice zachycují ve středu osady školu.
V letech 1869–1890 byla Loučná obcí v okrese Kraslice, 1900–1910 obcí v okrese Kraslice, v roce 1950 osadou obce Jindřichovice, 1961–1980 částí obce Jindřichovice.
Po odsunu německého obyvatelstva po druhé světové válce osada téměř zanikla, později se stala rekreačním místem chalupářů.

## Obyvatelstvo
Při sčítání lidu v roce 1921 zde žilo 329 obyvatel, z toho 328 Němců, jeden jiné národnosti. K římskokatolické církvi se hlásilo 328 obyvatel, jeden k evangelické.
| Rok            | 1869 | 1880 | 1890 | 1900 | 1910 | 1921 | 1930 | 1950 | 1961 | 1970 |
| Počet obyvatel | 259  | 287  | 292  | 277  | 263  | 239  | 203  | 31   | 22   | 19   |

## Pamětihodnosti
- Hrázděný obytný objekt ev. č. 131[4]
- Památný strom Dub v Loučné v obci